# Liste der Naturdenkmale in Wiesbach (Pfalz)
Die Liste der Naturdenkmale in Wiesbach nennt die im Gemeindegebiet von Wiesbach ausgewiesenen Naturdenkmale (Stand 23. Mai 2024).

## Naturdenkmale
| Nr.         | Bezeichnung           | Lage                                              | Beschreibung            | Bild                                    |
| ----------- | --------------------- | ------------------------------------------------- | ----------------------- | --------------------------------------- |
| ND-7340-294 | Friedenslinde         | nördlich des Ortes; Abteilung Burgwald Lage       | Tilia sp.               | Direkt Bild zu diesem Denkmal hochladen |
| ND-7340-295 | Eichen am Steigerwald | nordöstlich des Ortes; Abteilung Steigerwald Lage | Quercus sp., drei Bäume | Direkt Bild zu diesem Denkmal hochladen |
| ND-7340-296 | Eichen am Burgwald    | nördlich des Ortes; Abteilung Burgwald Lage       | Quercus sp., drei Bäume | Direkt Bild zu diesem Denkmal hochladen |